# Roy Axe
Royden Axe (Scunthorpe, 1937 – Florida, 5 ottobre 2010) è stato un designer britannico.

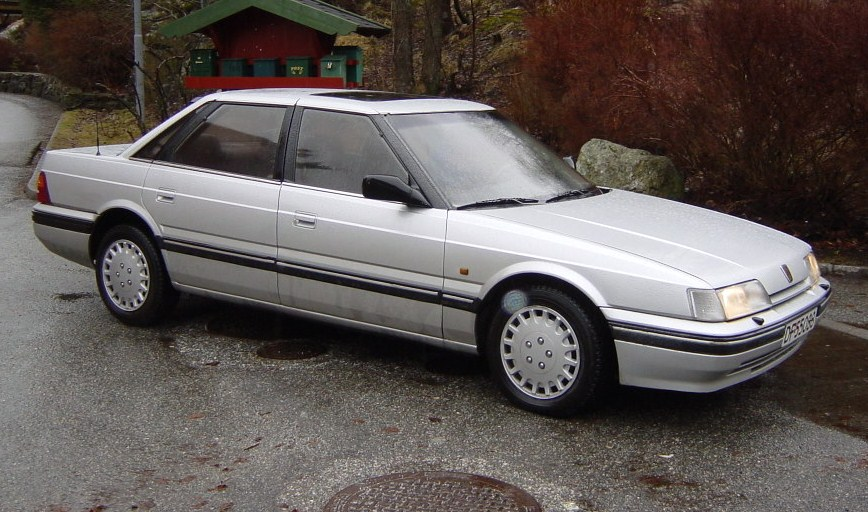
Una Rover 800 (1986)

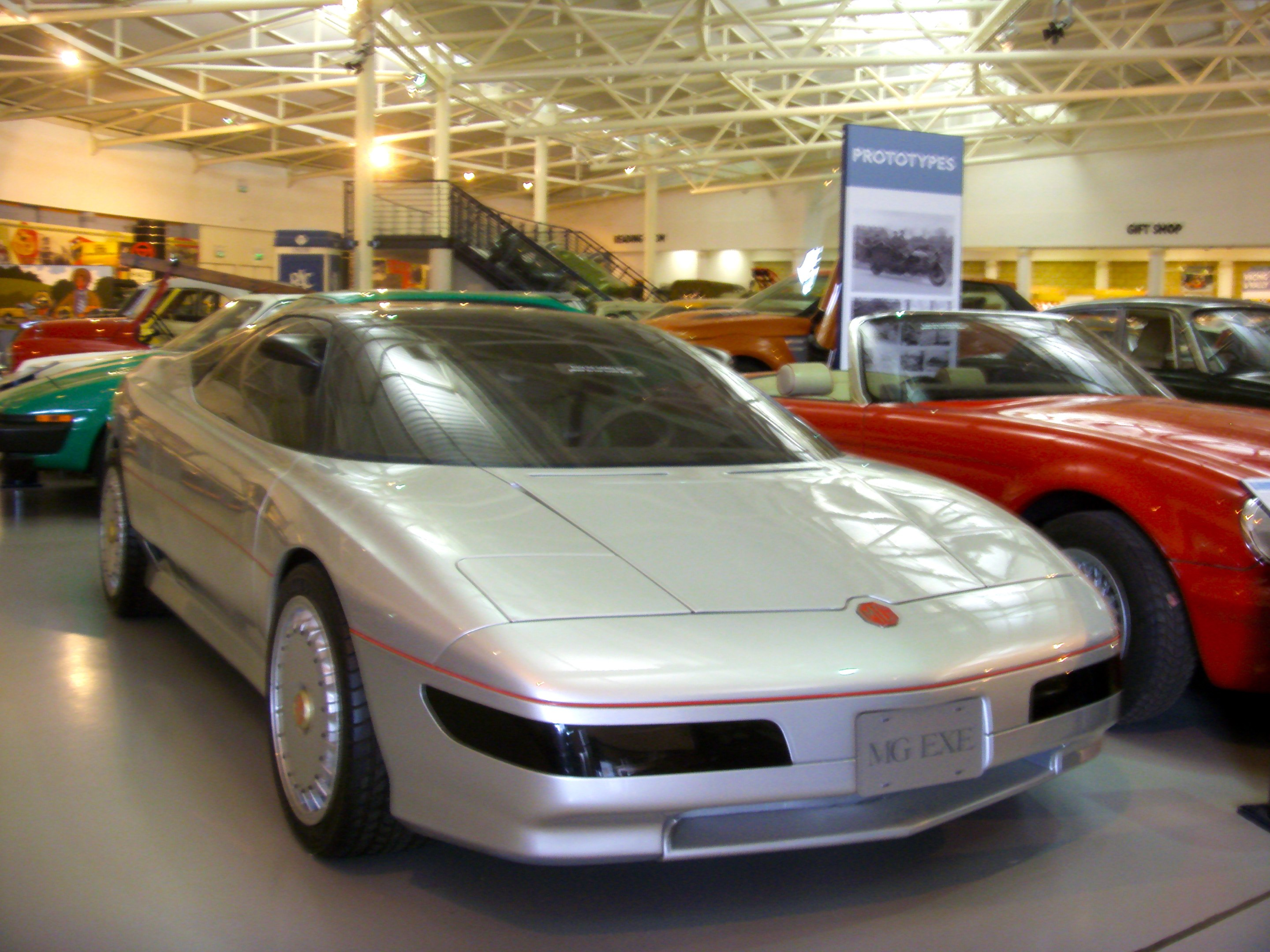
La concept car MG EX-E (1985)

Iniziò la sua carriera nel 1959 alla Rootes. Nel 1982 passò alla British Leyland, dove prese il posto di David Bache e fondò il centro di stile di Canley, attorno al quale radunò un team. Nel 1991 divenne capo della Design Research Associates (DRA), che risultò da un management buyout del centro di stile di Canley nel 1986. La DRA fu acquistata dall'Arup nel 1999.
È morto il 5 ottobre 2010 dopo aver combattuto contro il cancro per due anni.

## Automobili disegnate da Axe
- Sunbeam Rapier e Alpine Fastback coupé – 1967
- Hillman Avenger/Plymouth Cricket – 1970
- Simca 1307/Chrysler Alpine – 1976
- Chrysler Horizon – 1977
- Austin Montego (solo ritocchi al progetto originale di David Bache) – 1984
- MG EX-E (concept car) – 1985
- Rover 800 (sulla base della Honda Legend) – 1986